# North Epping, New South Wales
North Epping este o suburbie în Sydney, Australia.